# Drosophila cyrtoloma
Drosophila cyrtoloma este o specie de muște din genul Drosophila, familia Drosophilidae, descrisă de Hardy în anul 1969. Conform Catalogue of Life specia Drosophila cyrtoloma nu are subspecii cunoscute.